# Pera elliptica
Pera elliptica là một loài thực vật có hoa trong họ Peraceae. Loài này được Rusby mô tả khoa học đầu tiên năm 1927.